# Geçimli
Geçimli (kurd. Ergan) ist ein Dorf (Köy) im Landkreis Hozat der türkischen Provinz Tunceli. Im Jahr 2011 hatte der Ort Geçimli 107 Einwohner. Das Dorf war früher teils von Armeniern besiedelt. Der frühere Dorfname lautete Ergan.